# Bistum Kidapawan
Das Bistum Kidapawan (lat.: Dioecesis Kidapavanensis) ist eine auf den Philippinen gelegene römisch-katholische Diözese mit Sitz in Kidapawan City.

## Geschichte
Das Bistum Kidapawan wurde am 12. Juni 1976 durch Papst Paul VI. mit der Apostolischen Konstitution Quas Venerabilis aus Gebietsabtretungen der Territorialprälatur Cotabato als Territorialprälatur Kidapawan errichtet. Die Territorialprälatur Kidapawan wurde dem Erzbistum Davao als Suffragan unterstellt. Am 5. November 1979 wurde die Territorialprälatur Kidapawan dem Erzbistum Cotabato als Suffragan unterstellt. Die Territorialprälatur Kidapawan wurde am 15. November 1982 durch Papst Johannes Paul II. mit der Apostolischen Konstitution Cum Decessores zum Bistum erhoben.
Das Bistum Kidapawan umfasst neun Gemeinden in der Provinz Cotabato, zwei Gemeinden in der Provinz Maguindanao und eine Gemeinde in der Provinz Sultan Kudarat.

## Ordinarien

### Prälaten von Kidapawan
- Federico O. Escaler SJ, 1976–1980, dann Prälat von Ipil
- Orlando Beltran Quevedo OMI, 1980–1982

### Bischöfe von Kidapawan

Wappen des Bistums Kidapawan

- Orlando Beltran Quevedo OMI, 1982–1986, dann Erzbischof von Nueva Segovia
- Juan de Dios Mataflorida Pueblos, 1987–1995, dann Bischof von Butuan
- Romulo Geolina Valles, 1997–2006, dann Erzbischof von Zamboanga
- Romulo Tolentino de la Cruz, 2008–2014, dann Erzbischof von Zamboanga
- José Colin Mendoza Bagaforo, seit 2016